# Randilella transvaalensis
Randilella transvaalensis is een hooiwagen uit de familie Trionyxellidae.